# Бартон (Мериленд)
Бартон (енгл. Barton) град је у америчкој савезној држави Мериленд.

## Демографија
По попису из 2010. године број становника је 457, што је 21 (-4,4%) становника мање него 2000. године.
| Група             | 2000.       | 2010.       |
| Белци             | 476 (99,6%) | 442 (96,7%) |
| Афроамериканци    | 2 (0,4%)    | 1 (0,2%)    |
| Азијати           | 0 (0,0%)    | 2 (0,4%)    |
| Хиспаноамериканци | 0 (0,0%)    | 6 (1,3%)    |
| Укупно            | 478         | 457         |